# توفيق الحاج
توفيق جبر الحاج (21 سبتمبر 1950 - ) هو شاعر فلسطيني.

## حياته
ولد في 21 سبتمبر 1950، عاش مرارة اللجوء في مخيم خانيونس ودرس في مدارسه.
تخرج من معهد المعلمين في رام الله عام 1971 وعمل مدرسا والآن يعمل ناظرا.
أعد رسالة الماجستير في قصيدة الانتفاضة عام 1991.
بدأ كتابة الشعر في منتصف العقد الثاني من عمره، وينشر شعره في الصحف والمجلات المحلية والعربية منذ 1974
تأثر بشعراء المقاومة ثم انتهج خطا شعريا يتراوح بين وجع الغربتين والمرارة الساخرة واستقر على صوفية متعمقة في ومضات شعرية مكثفة.
وهو عضو مؤسس في اتحاد الكتاب الفلسطينيين ورئيس الهيئة الإدارية لاتحاد الكتاب - فرع غزة - سابقا عام 1993. وله مقالات سياسية واجتماعية عديدة نشرت وتنشر في الصحف المحلية والعربية والمواقع الإلكترونية الجادة.

## أعماله
يعتبر من أبرز شعراء التفعيلة في الأرض المحتلة وله ست مجموعات شعرية:
1. سنابل العشق، مجموعة شعرية صدرت عن دار الكاتب القدس عام 1980.
2. الأرض لا السفر، مجموعة شعرية صدرت عن دار الكاتب القدس عام 1980.
3. وقال السامر، مجموعة زجلية صدرت عن مؤسسة الشروق عام 1987.
4. حجر وموت وقرنفلة، مجموعة شعرية عن اتحاد الكتاب الفلسطينيين عام 1992.
5. تداعيات الخارجي الأخير، مجموعة شعرية –اتحاد الكتاب الفلسطينيين عام 2003.
6. البدء ظل الخاتمة، مجموعة شعرية –مركز الحضارة العربية عام 2004
7. تجليات البوح